# Coras (animal)
Coras es un género de arañas araneomorfas pertenecientes a la familia Agelenidae. Se encuentra en Norteamérica.

## Especies
Según The World Spider Catalog 12.0:
- Coras aerialis Muma, 1946
- Coras alabama Muma, 1946
- Coras angularis Muma, 1944
- Coras cavernorum Barrows, 1940
- Coras crescentis Muma, 1944
- Coras furcatus Muma, 1946
- Coras juvenilis (Keyserling, 1881)
- Coras kisatchie Muma, 1946
- Coras lamellosus (Keyserling, 1887)
- Coras medicinalis (Hentz, 1821)
- Coras montanus (Emerton, 1890)
- Coras parallelis Muma, 1944
- Coras perplexus Muma, 1946
- Coras taugynus Chamberlin, 1925
- Coras tennesseensis Muma, 1946